# Kim Kang-min
 (novembre 2022).
La mise en forme du texte ne suit pas les recommandations de Wikipédia : il faut le « wikifier ».
Les points d'amélioration suivants sont les cas les plus fréquents. Le détail des points à revoir est peut-être précisé sur la page de discussion.
- Les titres sont pré-formatés par le logiciel. Ils ne sont ni en capitales, ni en gras.
- Le texte ne doit pas être écrit en capitales (les noms de famille non plus), ni en gras, ni en italique, ni en « petit »…
- Le gras n'est utilisé que pour surligner le titre de l'article dans l'introduction, une seule fois.
- L'italique est rarement utilisé : mots en langue étrangère, titres d'œuvres, noms de bateaux, etc.
- Les citations ne sont pas en italique mais en corps de texte normal. Elles sont entourées par des guillemets français : « et ».
- Les listes à puces sont à éviter, des paragraphes rédigés étant largement préférés. Les tableaux sont à réserver à la présentation de données structurées (résultats, etc.).
- Les appels de note de bas de page (petits chiffres en exposant, introduits par l'outil «  Source ») sont à placer entre la fin de phrase et le point final[comme ça].
- Les liens internes (vers d'autres articles de Wikipédia) sont à choisir avec parcimonie. Créez des liens vers des articles approfondissant le sujet. Les termes génériques sans rapport avec le sujet sont à éviter, ainsi que les répétitions de liens vers un même terme.
- Les liens externes sont à placer uniquement dans une section « Liens externes », à la fin de l'article. Ces liens sont à choisir avec parcimonie suivant les règles définies. Si un lien sert de source à l'article, son insertion dans le texte est à faire par les notes de bas de page.
- La présentation des références doit suivre les conventions bibliographiques. Il est recommandé d'utiliser les modèles {{Ouvrage}}, {{Chapitre}}, {{Article}}, {{Lien web}} et/ou {{Bibliographie}}. Le mode d'édition visuel peut mettre en forme automatiquement les références.
- Insérer une infobox (cadre d'informations à droite) n'est pas obligatoire pour parachever la mise en page.

Pour une aide détaillée, merci de consulter Aide:Wikification.
Si vous pensez que ces points ont été résolus, vous pouvez retirer ce bandeau et améliorer la mise en forme d'un autre article.
Kim Kang-min (en coréen : 김강민 ; né le 2 décembre 1998) est un acteur sud-coréen. Il a fait ses débuts dans la série télévisée Hot Stove League (2019-2020). Il est connu pour ses rôles dans la série télévisée Hospital Playlist (2020-2021) et la web-série To My Star (2021-2022).

## Filmographie

### Films
| An   | Titre        | Rôle       | Remarques | Ref.  |
| ---- | ------------ | ---------- | --------- | ----- |
| 2021 | À mon étoile | Han Ji Woo | Web film  | [ 1 ] |

### Séries télévisées
| Année     | Titre                                  | Fonction                            | Notes                        | Ref.   |
| --------- | -------------------------------------- | ----------------------------------- | ---------------------------- | ------ |
| 2019      | Théâtre – Mon oncle est Audrey Hepburn | Le camarade de classe de Oh Joon-ho | un drame d'action            |        |
| 2019–2020 | Hot Stove League                       | Lee Chang-kwon                      |                              | [ 2 ]  |
| 2020      | Elle connaît tout                      | Bae Jin-woo                         |                              | [ 3 ]  |
| 2020      | Record of Youth                        | Modèle aspirant                     | Cameo (épisode 2)            |        |
| 2020      | Histoire des Neuf Tailed               | Pyo Jae-hwan                        |                              | [ 4 ]  |
| 2020–2021 | Liste de reproduction de l'hôpital     | Im Chang-min                        | 2 saisons                    | [ 5 ]  |
| 2021      | Trou noir                              | Min-kyu                             |                              | [ 6 ]  |
| 2021      | Au loin, le printemps est vert         | L'ex-petit ami de Gong Mi-joo       | Invité                       |        |
| 2021      | Spécial drama – F20                    | Seo Do-hoon                         |                              | [ 8 ]  |
| 2021–2022 | École 2021                             | Ji Ho-sung                          |                              | [ 9 ]  |
| 2022      | O'PENing – XX+XY                       | Min Hwa-jin                         | Saison 5; un véritable drame | [ 10 ] |
| 2022      | Cuillère d'or                          | Park Jang-goon                      |                              | [ 11 ] |

### Série web
| Année     | Titre                       | Fonction        | Notes      | Ref.   |
| --------- | --------------------------- | --------------- | ---------- | ------ |
| 2020      | Saison de croissance        | Park Soo-ha     |            | [ 12 ] |
| 2020      | Half-Fifty                  | Lee Geun-nam    |            | [ 13 ] |
| 2021      | Cela n'en vaut pas la peine | Kang Joon-young |            |        |
| 2021–2022 | À mon étoile                | Han Ji-woo      | Saison 1–2 | ,      |

### Images vidéo musicales
| Année | Titre de la chanson | Artiste | Ref.   |
| ----- | ------------------- | ------- | ------ |
| 2022  | "The Story of Us"   | Hynn    | [ 16 ] |

## Prix et nominations
| Remise des prix     | An   | Catégorie                           | Candidat / Travail                | Résultat | Ref.   |
| ------------------- | ---- | ----------------------------------- | --------------------------------- | -------- | ------ |
| Prix du théâtre KBS | 2021 | Meilleur acteur dans un second rôle | École 2021 et Spécial Drame – F20 | Nommé    | [ 17 ] |